# BB 9600
,,,
Les BB 9600 résultent de la transformation, décidée en avril 1988, de 42 des 135 BB 9400, des machines légères destinées au trafic marchandises, afin d'en faire des machines plus rapides et plus fiables destinées à la traction des rames réversibles régionales pour assurer des TER.

## Historique
Les BB 9400 étaient des BB légères destinées à la traction de trains de marchandises légers. Technologiquement audacieuses, elles souffraient de problèmes de fiabilité.
À la fin des années 1980, la SNCF a décidé d'augmenter la vitesse de ses trains de fret de 80 à 90, puis 100 km/h. La limite des locomotives était plus rapidement atteinte, rendant obligatoire le recours à l'UM. Cet état de fait a rendu l'activité fret plus gourmande en machines, notamment les BB 8500 utilisées en trafic régional. Elles disposaient d'une puissance inadaptée, mais étaient aptes à la réversibilité. 
La direction du matériel a décidé de modifier des BB 9400, série en cours d'amortissement, pour la remorque de ces TER. 40 machines ont été choisies pour leur révision générale récente et pour le bon état général de leur carrosserie. Deux autres machines ont aussi été modifiées pour assurer la traction de navettes entre les gares de Saint-Pierre des Corps et Tours. La transformation a consisté à un recâblage général, la mise en place de la réversibilité et l'amélioration du confort de la cabine (insonorisation, mise en place de la radio sol-train et du contrôle de vitesse).
La remise en peinture n'était pas prévue. La variété des livrées BB 9400 s'est retrouvée sur les BB 9600. Seules les BB 9641 et 9642 tourangelles ont reçu une livrée spécifique gris et bleu atlantique,. À partir de 1986, les locomotives sortant de révision ont reçu la livrée béton 804 avec simple moustache et bande ceinturant le bas de caisse orange 435.

## Service
Les 40 premières locomotives de la série étaient destinées à la traction (et pousse) de TER autour de Lyon et Montpellier, avec des rames légères, type RRR. Elles étaient toutes affectées au dépôt d'Avignon.
Les BB 9641 et 9642 étaient prévues pour les navettes entre Saint-Pierre-des-Corps et Tours lors de l'arrivée du TGV Atlantique. Elles assuraient celles-ci avec des RIB 60 modernisées spécialement pour ce service et étaient affectées au dépôt de Tours-Saint-Pierre.
À la répartition du matériel par activités au 1er janvier 1999, l'ensemble de la série est versé à l'activité TER, avec indice 5. Les machines utilisées autour de Lyon sont logiquement mutées du dépôt d'Avignon à celui de Vénissieux.
L'arrivée massive des nouveaux matériels TER thermiques et électriques depuis 1998, permet la réforme des séries les plus anciennes. Ainsi, le départ des BB 9600 s'intensifie entre 2004 et 2007. La dernière quittera l'effectif au printemps 2008.

## Machines particulières

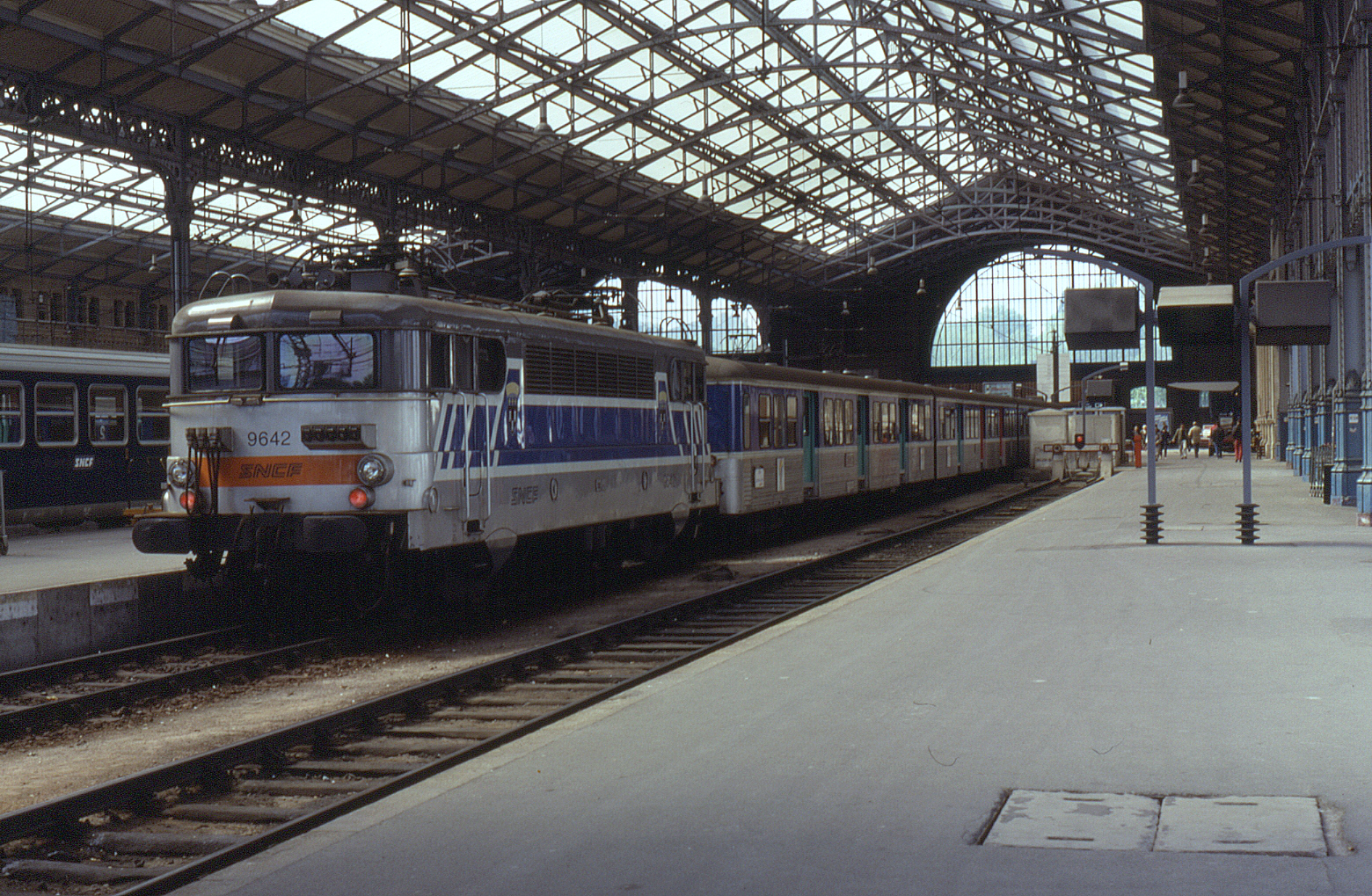
BB 9642 en gare de Tours (1992).

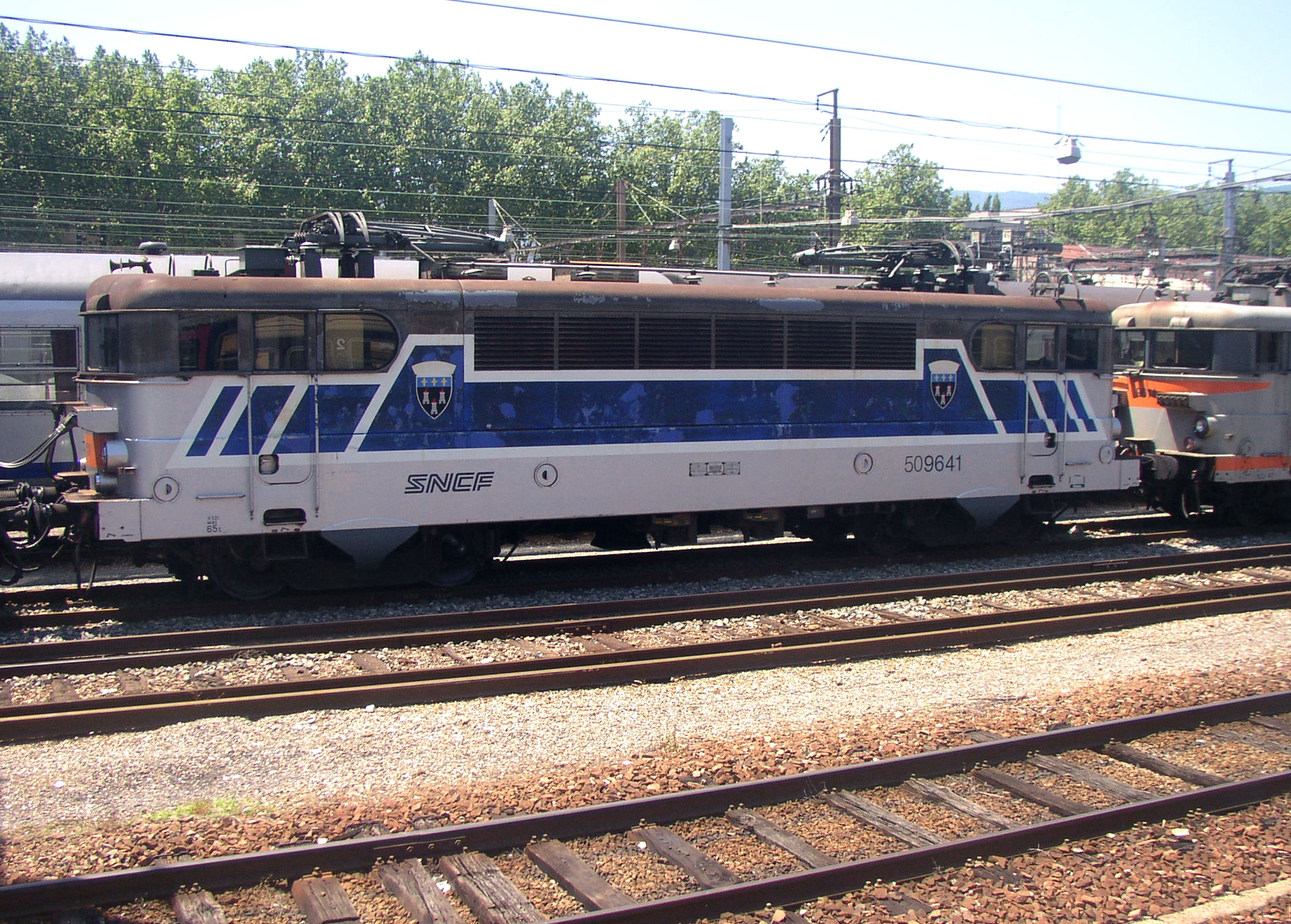
BB 9641 à Chambéry (Rhône-Alpes) six mois avant sa radiation (2005).

Les BB 9641 et 9642, de Tours, ont reçu une livrée particulière, assortie à leur rame, à base de bleu et gris métallisé rappelant celle des TGV Atlantique. Elles assurèrent pendant plus de 10 ans les navettes entre la gare de Tours et celle de Saint-Pierre-des-Corps. Les deux locomotives ont été réformées fin 2003, remplacées par des Z 5300.
Cependant face à la pénurie de matériel sur le Rhône-Alpes, la BB 9641 a eu un petit sursis en étant réintégrée aux inventaires et mutée à Vénissieux où elle a fini sa carrière en décembre 2005, avec le même service que ses cousines du TER Rhône-Alpes.
La BB 9642 fut garée à Tours pour effectuer des essais statiques sur les rames entretenues dans ce dépôt jusqu’à ce qu’elle soit démolie à la fin des années 2000.

## Services effectués
- Tours - Saint-Pierre-des-Corps
- Lyon - Valence - Avignon
- Lyon - Ambérieu
- Lyon - St Etienne

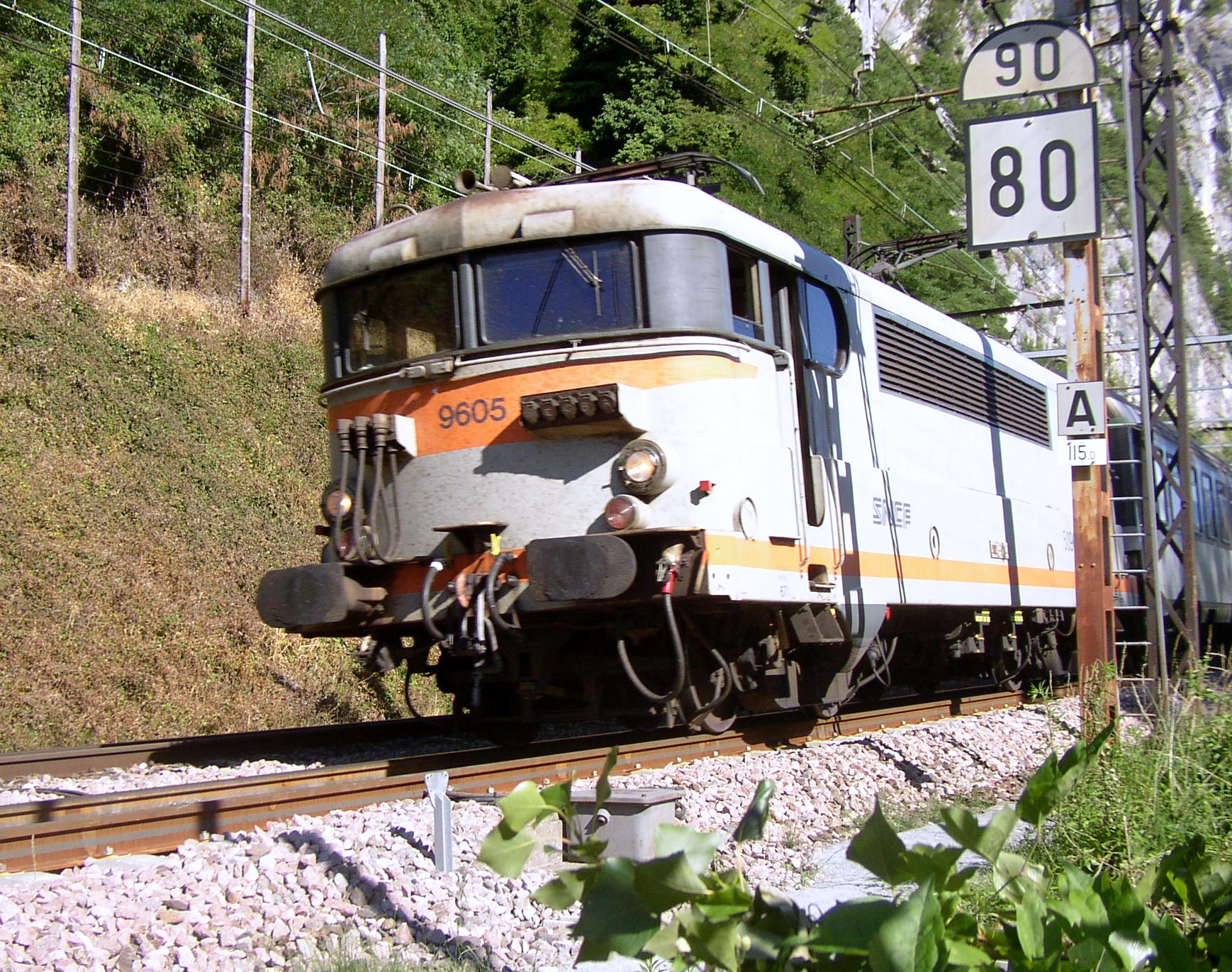
BB 9605 en tête d'un TER Rhône-Alpes entre Chambéry et Lyon en 2004.

- Lyon - Tournon - Nîmes (marchandises via la rive droite de la vallée du Rhône)
- Neussargues - Béziers : Aubrac-Express
- Villefranche - Perpignan

(liste non exhaustive)

## Dépôts titulaires
- Avignon
- Tours-Saint-Pierre
- Vénissieux

## Modélisme
- Cette locomotive a été reproduite en HO par les firmes Lima et LS Models.

## Sources